# Cairo (revista)
Cairo fou una revista catalana de còmics de periodicitat mensual i posteriorment bimestral, publicada per l'editorial Norma, de la qual van aparèixer 75 números (més dos extraordinaris i monogràfics) entre 1981 i 1991. Va formar part de l'anomenat "boom del còmic adult", siguent la principal representant de la línia clara. Dirigida per Joan Navarro, fou la seva revista de creació més personal, en la qual va intentar «reunir el material d'autors joves autòctons amb obres estrangeres de qualitat».
Cairo es va erigir com la principal competència de la revista underground El Víbora, nascuda dos anys abans i adscrita a l'anomenada "línia xunga", el corrent estètic antagònic a la línia clara. No obstant, malgrat la presumpta rivalitat, foren diversos els autors que van col·laborar amb les dues revistes, per exemple Miguel Gallardo, Xavier Mariscal, Montesol o Micharmut. Gallardo hi va publicar la sèrie Pepito Magefesa i Mariscal Los Garriris, ambientada en la vida noctura de la Barcelona de l'època. Montesol, per altra banda, hi va publicar La noche de siempre, amb guió de Ramón de España, una sèrie de caràcter constumbrista que reflexa la vida de la juventut moderna i acomodada de Barcelona. Altres destacats autors de la revista foren Daniel Torres amb les aventures futuristes del detectiu Roco Vargas, i Mique Beltrán, amb la sèrie Cleopatra. Segons l'historiador Geraldo Vilches, el còmic Cleopatra de Beltrán, una versió actualitzada de les aventures clàssiques de Tintín i Blake i Mortimer però destinada a un públic adult, fou la sèrie que va representar d'una manera més nítida la línia clara.